# 亚美尼亚酸奶
亞美尼亞酸奶，音譯馬聰（羅馬化：matsun，發音：[mɑˈt͡sun] 或 [mɑˈd͡zun] ⓘ）或馬措尼（羅馬化：mats'oni），是一種原產於亞美尼亞的發酵乳產品，分布於亞美尼亞和喬治亞。在日本流通和商業化，所謂「裏海酸奶」（Caspian Sea yogurt）有時被認為與馬聰是同一類型的優格，但通過微生物群和黏稠度比較後發現兩者完全不同。